# Малая (приток Кодимы)
Малая — река в России, течёт по территории Устьянского и Шенкурского районов Архангельской области. Устье реки находится в 174 км по левому берегу реки Кодима. Длина реки составляет 10 км. Площадь водосборного бассейна — 20 км².

## Данные водного реестра
По данным государственного водного реестра России относится к Двинско-Печорскому бассейновому округу, водохозяйственный участок реки — Северная Двина от впадения реки Вычегда до впадения реки Вага, речной подбассейн реки — Северная Двина ниже места слияния Вычегды и Малой Северной Двины. Речной бассейн реки — Северная Двина.
Код объекта в государственном водном реестре — 03020300112103000027692.